# Бладхаунд
Бладха́унд (англ. Bloodhound, также Сент-Юберская собака фр. chien de Saint-Hubert) — порода собак, выведенная в Бельгии.

## История породы
Бладхаунд изначально была гончей породой собак. Достоверные сведения о том, кто является прародителями данной породы, отсутствуют, однако известно, что она была выведена священнослужителями ещё в XIII веке. Издавна представители данной породы использовались как служебные собаки, с их помощью осуществлялся розыск преступников, а также они служили сторожами при привилегированных особах. Так, к примеру, в своё время бладхаунды охраняли дворец Генриха VIII — короля Англии. В 1540 году Гонзаго Писарро взял в экспедицию по джунглям Перу около 1000 собак именно этой породы. В наше время бладхаунд получил практически повсеместное распространение и признание.

## Внешний вид
- Высота в холке кобелей — 68 см, сук — 62 см, допускаются отклонения в пределах 4 см в обе стороны. Вес кобелей — от 46 до 54 кг, сук — от 40 до 48 кг.
- Форма головы у таких собак несколько необычна, она немного вытянута, надбровные дуги ощутимо приподняты.
- Уши у этих собак низко посажены, они достаточно крупные и мягкие, поэтому всегда находятся в висячем положении.
- Шерсть у представителей данной породы очень короткая, гладкая и приятная на ощупь, плотно прилегает к телу.
- Окрас таких собак в основном рыжий, но иногда встречается и чёрный с подпалами.

## Характер
Бладхаунды — предельно уравновешенные собаки, они практически никогда не проявляют агрессии. Они очень трудолюбивы, могут часами обнюхивать незнакомую территорию, выясняя, кто и когда здесь бывал. Они верные спутники и надёжные друзья, однако в качестве охранников их практически не используют, так как они весьма добродушны. Предпочтительнее всего содержать таких собак за городом, на большом участке, по которому питомец мог бы свободно передвигаться. Несмотря на всю свою внешнюю мягкость, бладхаунды обладают упрямым нравом, поэтому их очень сложно заставить что-либо делать против их воли. Тяжело дрессируются из-за упрямства.